# 橋本信一
橋本 信一（はしもと しんいち、1961年9月15日 - 2011年6月17日）は、日本の映画監督。
愛知県瀬戸市出身。横浜放送映画専門学院（現・日本映画大学）を卒業後、TVプロダクションに入り、ディレクターとして記録映画やTVドキュメンタリーを多数演出。日本映画学校専任講師。1年映像科主任、学外での教育事業を企画立案する教育事業プロジェクトチームリーダー。

## 来歴
- 1985年横浜放送映画専門学院（現・日本映画大学）ドキュメンタリーゼミを卒業。
- 同年、ドキュメンタリージャパン入社。アシスタントディレクターとしてTVドキュメンタリーの制作に携わる。
- 1992年より日本映画学校専任講師を務める。
- 1996年よりKAWASAKIしんゆり映画祭運営委員。若手監督の発掘や海外ゲストの招聘を担当。
- 1997年「ドキュメンタリー人間劇場みちのくのサリバン先生」で全日本テレビ番組製作者連盟ATP賞奨励賞受賞。
- 2000年からはKAWASAKIしんゆり映画祭の一環として、ジュニア映画制作ワークショップを立ち上げ、自らプロデューサーとして地元中学生の映画制作ワークショップを企画実行。これまでドラマ、ドキュメンタリー合わせて18本の作品を制作した。
- 2003年に監督作「掘るまいか 手掘り中山隧道の記録」で平成15年度第1回文化庁文化記録映画優秀賞、土木学会映画賞、新潟日報文化賞を受賞。
- 同年、ジュニア映画制作ワークショップでは中学生とともに制作した映画が韓国国際青少年映画祭にて監督賞候補となる。
- 2005年「水色のしずく」が東京ビデオフェスティバルにて世界2300作品の中から選ばれ、佳作入選。審査員は大林宣彦監督や高畑勲監督など。
- 2007年には新潟県長岡市山古志村でジュニア映画制作ワークショップを開催。新潟県中越地震からの再起をめざす子どもたちが作ったジュニア作品「かけはし」は大きな反響を生んだ。
- 2009年、新潟県中越地震からの復興をめざす山古志村の人々の姿を描くドキュメンタリー映画「1000年の山古志」が完成。
- 2011年6月17日、川崎市麻生区の自宅で死去。49歳没[1]。

## 主な監督作品

### 映画
- 「森林に生きる」（1986年）
- 「試練 小田急バレーボール部の記録・第三部」（1992年）
- 「克己 小田急バレーボール部の記録・第四部」（1995年）
- 「掘るまいか 手掘り中山隧道の記録」（2003年）
- 「1000年の山古志」（2009年）

### テレビほか
- 「TIME21　北の海峡～青函連絡船・惜別の一年」日本テレビ
- 「フィリピンからの花嫁」日本テレビ
- 「24時間テレビ」日本テレビ
- 「大正海上スペシャル」日本テレビ
- 「特別番組内閣誕生100年」日本テレビ
- 「そこが知りたい」TBS
- 「中村敦夫の地球発22時絶叫!女子プロレス軍団」毎日放送
- 「なんてったって好奇心奈良東大寺お水取り」フジテレビ
- 「ザ・ドキュメント」フジテレビ
- 「素敵にドキュメント」朝日放送
- 「土曜スペシャル」テレビ東京
- 「ロミオとジュリエット」劇団四季VP
- 「命を考える」教育VP
- 「性」教育VP
- 「日本ストリート物語京都東大路青春通り」フジテレビ
- 「帝京大学VP〈理系編〉」
- 「日本ストリート物語」フジテレビ（1987年）
- 「追跡」日本テレビ
- 「スーパーモーニング」テレビ朝日
- 「北緯35度の風」毎日放送
- 「グラフィティ'96」毎日放送
- 「ドキュメンタリー人間劇場みちのくのサリバン先生」

## 主なプロデュース作品

### ジュニア映画制作ワークショップ作品
- 2000年「夏の足アト」「ライバル」「ドジ」
- 2001年「真夏の初恋」「日記」「Dynamite drug」（韓国国際青少年映画祭監督賞ノミネート）
- 2002年「sab.tle ~僕らの微妙な関係～」「we want \en!?」（韓国国際青少年映画祭招待）
- 2003年「宇宙のアンテナ・ホトマル」「夏休みのエトセトラ」「Catch! 知られざるグローブの世界」（韓国国際青少年映画祭監督賞ノミネート）
- 2004年「ジブン＋願望＝コドク」
- 2005年「チェンジ」「水色のしずく」（東京ビデオフェスティバル佳作入選）
- 2006年「モヤモヤ」
- 2007年「紫蘭の花」「かけはし」
- 2008年「リプレイ〜戻る時間と進む少女〜」
- 2009年「スイッチ」

### 学生映画作品
- 「地獄絵図」（ヒロシマ国際アマチュア映画祭文部大臣賞）
- 「凛々もろこしの育つ畑なんだから」（ヒロシマ国際アマチュア映画祭中国放送社長賞）